# 102-й меридіан західної довготи
102-й меридіан західної довготи — лінія довготи, що лежить на 102 градуси західніше Гринвіцького меридіана. Вона проходить від Північного полюса через Північний Льодовитий океан, Північну Америку, Тихий океан, Південний океан та Антарктиду до Південного полюса.

Через 102-й меридіан західної довготи проходить частина кордону між Північно-Західними територіями та Нунавутом

В Канаді через 102-й меридіан західної довготи проходить частина кордону між Північно-Західними територіями та Нунавутом, а частина кордону між Саскачеваном та Манітобою проходить приблизно за 400 м на захід від цього меридіана.
На перетині 102-го меридіану західної довготи та 60-тої паралелі північної широти розташована точка чотирьох кутів, що лежить між Північно-Західними територіями, Нунавутом, Саскачеваном та Манітобою.
102-й меридіан західної довготи формує велике коло разом із 78-мим меридіаном східної довготи.

## Список географічних об'єктів, що перетинає 102° зх. д.
Починаючи на Північному полюсі та рухаючись до Південного полюса, 102-й меридіан західної довготи проходить через:
| Координати                                                   | Країна, територія або море | Примітки |
| ------------------------------------------------------------ | -------------------------- | --- |
| 90°0′ пн. ш. 102°0′ зх. д. / 90.000° пн. ш. 102.000° зх. д.  | Північний Льодовитий океан | |
| 79°30′ пн. ш. 102°0′ зх. д. / 79.500° пн. ш. 102.000° зх. д. | Протока Пірі[en]           | |
| 79°5′ пн. ш. 102°0′ зх. д. / 79.083° пн. ш. 102.000° зх. д.  | Канада                     | Нунавут — проходить через острів Еллеф-Рінгнес |
| 78°17′ пн. ш. 102°0′ зх. д. / 78.283° пн. ш. 102.000° зх. д. | Данська протока[en]        | |
| 77°53′ пн. ш. 102°0′ зх. д. / 77.883° пн. ш. 102.000° зх. д. | Канада                     | Нунавут — проходить через острів Короля Кристіана                                                                                                   |
| 77°41′ пн. ш. 102°0′ зх. д. / 77.683° пн. ш. 102.000° зх. д. | Північний Льодовитий океан | Проходить західніше острова Гелена[en], Нунавут, Канада                                                                                             |
| 76°25′ пн. ш. 102°0′ зх. д. / 76.417° пн. ш. 102.000° зх. д. | Канада                     | Нунавут — проходить через острів Батерст |
| 76°13′ пн. ш. 102°0′ зх. д. / 76.217° пн. ш. 102.000° зх. д. | Затока Ерскін[en]          | |
| 75°58′ пн. ш. 102°0′ зх. д. / 75.967° пн. ш. 102.000° зх. д. | Канада                     | Нунавут — проходить через острови Александер і Батерст                                                                                              |
| 75°33′ пн. ш. 102°0′ зх. д. / 75.550° пн. ш. 102.000° зх. д. | Протока Паррі              | Протока Віконта Мелвілла |
| 73°4′ пн. ш. 102°0′ зх. д. / 73.067° пн. ш. 102.000° зх. д.  | Канада                     | Нунавут — проходить через острів Принца Уельського                                                                                                  |
| 72°30′ пн. ш. 102°0′ зх. д. / 72.500° пн. ш. 102.000° зх. д. | Протока Мак-Клінток        | |
| 70°18′ пн. ш. 102°0′ зх. д. / 70.300° пн. ш. 102.000° зх. д. | Канада                     | Нунавут — проходить через острів Вікторія |
| 69°51′ пн. ш. 102°0′ зх. д. / 69.850° пн. ш. 102.000° зх. д. | Альберта Едварда[en]       | |
| 69°28′ пн. ш. 102°0′ зх. д. / 69.467° пн. ш. 102.000° зх. д. | Канада                     | Нунавут — проходить через острів Вікторія |
| 68°59′ пн. ш. 102°0′ зх. д. / 68.983° пн. ш. 102.000° зх. д. | Затока Королеви Мод        | |
| 68°50′ пн. ш. 102°0′ зх. д. / 68.833° пн. ш. 102.000° зх. д. | Канада                     | Нунавут — проходить через острів Кікіктарюак |
| 68°37′ пн. ш. 102°0′ зх. д. / 68.617° пн. ш. 102.000° зх. д. | Затока Королеви Мод        | |
| 67°45′ пн. ш. 102°0′ зх. д. / 67.750° пн. ш. 102.000° зх. д. | Канада                     | Нунавут Становить кордон між Північно-Західними територіями та Нунавутом Манітоба Саскачеван                                                        |
| 49°0′ пн. ш. 102°0′ зх. д. / 49.000° пн. ш. 102.000° зх. д.  | США                        | Північна Дакота Південна Дакота Небраска Канзас Оклахома Техас                                                                                      |
| 29°48′ пн. ш. 102°0′ зх. д. / 29.800° пн. ш. 102.000° зх. д. | Мексика                    | Коауїла Сакатекас Сан-Луїс-Потосі Сакатекас Агуаскальєнтес Халіско Гуанахуато Халіско Гуанахуато Мічоакан — проходить східніше Уруапана[en] Герреро |
| 17°58′ пн. ш. 102°0′ зх. д. / 17.967° пн. ш. 102.000° зх. д. | Тихий океан                | |
| 60°0′ пд. ш. 102°0′ зх. д. / 60.000° пд. ш. 102.000° зх. д.  | Південний океан            | |
| 71°58′ пд. ш. 102°0′ зх. д. / 71.967° пд. ш. 102.000° зх. д. | Антарктида                 | Проходить через Землю Мері Берд, на яку жодна країна не претендує                                                                                   |